# Dorlay
Der Dorlay ist ein kleiner Fluss im Südosten von Frankreich, der im Département Loire der Region Auvergne-Rhône-Alpes östlich der Stadt Saint-Étienne verläuft.

## Geografie

### Verlauf
Der Dorlay entspringt im südöstlichen Gemeindegebiet von Doizieux unterhalb des Gipfels Crêt de l’Œillon (1364 m), entwässert generell in nördlicher Richtung durch den Regionalen Naturpark Pilat, und mündet nach rund 16 Kilometern an der Gemeindegrenze von La Grand-Croix und Lorette als rechter Nebenfluss in den Gier. Auf seinem Weg wird der Dorlay im Mittelteil an der Barrage du Dorlay zu einem Stausee geformt, im Mündungsabschnitt quert der Fluss die Bahnstrecke Saint-Étienne–Lyon.

### Orte am Fluss
(Reihenfolge in Fließrichtung)
- La Scie Granjean, Gemeinde Doizieux
- Doizieux
- Saint Just, Gemeinde Doizieux
- La Terrasse-sur-Dorlay
- Le Moulin Payre, Gemeinde La Terrasse-sur-Dorlay
- Saint-Paul-en-Jarez
- Lorette
- Burlat, Gemeinde La Grand-Croix